# Pedro Almíndez Chirino
Pedro Almíndez Chirino, también Pedro Almíndez Chirinos o Pedro Alméndez Chirino (Úbeda; ?-Valladolid; 1549) fue un conquistador e integrante de varios consejos que gobernaron a la Nueva España junto a Gonzalo de Salazar mientras Hernán Cortés viajaba a Las Hibueras —en la actual Honduras— entre 1525 y 1526. Almíndez Chirino fue aliado de Gonzalo de Sandoval, también conquistador español.

## Biografía
Nació en Úbeda, hijo de Lope Chirino, natural de Cuenca, y de Leonor Messía, natural de Jaén. Era tercer nieto de Pedro Armíndez Chirino, judío converso al catolicismo en el siglo xiv en Cuenca, bisnieto de Alonso Chirino, médico judío de Enrique III y de Juan II, padre a su vez de mosén Diego de Valera y otros judíos conversos ilustres, radicarían en la ciudad de Úbeda, pero procedentes de Guadalajara y anteriormente de Toledo. Fue criado de Francisco de los Cobos.
En 1530, Nuño Beltrán de Guzmán mandó a Almíndez Chirino por la región que hoy en día incluye los estados de Jalisco, Aguascalientes, Zacatecas y Sinaloa. Llevaba como meta explorar la región, buscar riquezas minerales y conquistar a los indígenas. Pasó por la ubicación actual de los pueblos de Tepatitlán de Morelos, Lagos de Moreno, Jalisco, en marzo de 1530 con una fuerza de 50 soldados españoles y 500 aliados tlaxcaltecas y tarascos. El encuentro entre estos y los indígenas locales fue pacífico. Almíndez Chirino fue acusado de una masacre en Morocito, —actual estado de Sinaloa—, en 1531, así como de quemar y destruir casas y sementeras por donde pasara. Lo nombraron Caballero de Santiago en 1545. Murió  en Valladolid en 1549.
- Datos: Q3898629